# Lambulosia aurantiaca
Lambulosia aurantiaca är en fjärilsart som beskrevs av Rothschild 1912. Lambulosia aurantiaca ingår i släktet Lambulosia och familjen björnspinnare. Inga underarter finns listade i Catalogue of Life.